# Krasznogorszkij (Mariföld)
Krasznogorszkij (oroszul: Красногорский) városi jellegű település Oroszországban, Mariföld Zvenyigovói járásában.
Lakossága: 6699 fő (a 2010. évi népszámláláskor).

## Fekvése
Joskar-Olától délkeletre, az Ilety (a Volga mellékfolyója) bal partján terül el. Itt vezet a Joskar-Olát a Volga parti Zelenodolszkkal összekötő R-175 (oroszul: P-175) jelű országút. Vasútállomás a Zelenodolszk (Zeljonij Dol)–Joskar-Ola–Jaranszk vasútvonalon.

## Története
Ilety néven már a 18. században létezett ezen a helyen kisebb település. A mai Krasznogorszkij egy 1925-ben létrehozott fűrésztelepből nőtt ki. A fűrésztelepet a sűrű erdőkön át vezetett vasútvonal építésekor és részben annak segítésére hozták létre. Később bővítették, és nagyobb munkástelepülés alakult ki mellette. 1939-ben a környékbeli téglagyárral, több más üzemmel és a vasútállomással (Ilety) egyesítették, és Krasznogorszkij néven városi jellegű településnek nyilvánították. 
A világháború idején kisebb termelőüzemeket telepítettek (evakuáltak) ide és kórházat rendeztek be a háborúban megrokkantak számára. A kórházat később csonttuberkulózisban szenvedő gyermek részére szanatóriummá alakították.
A településen kapott helyet a Mariföld délkeleti részén 1985-ben kialakított Marij Csodra Nemzeti Park igazgatósága.

## Gazdasága
A településen két jelentős iparvállalat működik évtizedek óta. A mai Krasznogorszki Autófurgon Kombinát elődje az egykori fűrésztelep, mely a világháború után házépítő kombináttá alakulva meghatározó szerepet játszott a település és infrastruktúrája kiépítésében. 1962 óta karosszériákat, furgonokat készít katonai és polgári célú kisteherautókhoz, haszongépjárművekhez.
A villanymotorok gyárát (Zavod Elektrodvigatyel) 1968-ban kezdték építeni a hadiipar céljaira. Az 1990-es években polgári rendeltetésű gyártmányokra állították át: elektronikai berendezések hűtéséhez, háztartási és hűtőgépekhez, szellőztető berendezésekhez készítenek villanymotorokat ipari felhasználásra.